# Сексуальная ориентация и служба в армии в разных странах
В этой обзорной статье указаны особенности военной службы негетеросексуалов во всем мире.

## Страны, в которых разрешено служить открытым геям, лесбиянкам и бисексуалам
Концепции и категории сексуальной ориентации не являются универсальными. Язык, содержащийся в нижеследующих пунктах, в максимально возможной степени отражает местное использование или официальную доктрину.

### Албания
Геям и лесбиянкам разрешено служить в вооруженных силах Албании с 2008 года.

### Аргентина
По состоянию на 2009 год правительство Аргентины официально прекратило действие запрета на гомосексуалов в Вооруженных силах Аргентины. Была введена в действие новая система военной юстиции, которая декриминализирует гомосексуализм среди военных и переводит преступления, совершенные исключительно в вооруженных силах, в сферу государственной юстиции [ранее существовала отдельная система военных судов].
При старой системе гомосексуалистам не разрешалось иметь доступ к военной службе, в то же время эта сексуальная ориентация наказывалась. И, хотя при старой политике не существует общеизвестных бывших санкций против гомосексуалистов, это не означает, что мужчины и женщины с такой сексуальной ориентацией не подвергались дисциплинарным взысканиям и, возможно, отделялись от вооруженных сил под мантией молчания. Фактически, при такой новой системе гомосексуалисты, желающие служить в вооруженных силах, не должны сталкиваться ни с какими препятствиями, ни с каким-либо военным трибуналом.

### Австралия
Австралия разрешила открытым гомосексуалистам служить с 1992 года.

### Австрия
Австрия разрешает открытым гомосексуалистам служить в австрийских вооруженных силах.

### Багамы
Королевские силы обороны Багамских Островов не допускают дискриминации по признаку сексуальной ориентации. Правительство сделало об этом заявление в 1998 году.

### Бельгия
Бельгия разрешает открытым гомосексуалистам служить вооруженных силах Бельгии. В Бельгии военные принимают на службу геев и лесбиянок. Однако, если поведение геев или лесбиянок вызывает проблемы, то это лицо подлежит дисциплинарному взысканию или увольнению со службы. В некоторых случаях гомосексуальные сотрудники переводятся из своих подразделений, если они слишком открыты своей сексуальностью. Бельгийские военные также по-прежнему оставляют за собой право отказывать геям и лесбиянкам в выдаче разрешений на работу в службе безопасности, опасаясь, что они могут быть подвержены шантажу.

### Бермуды
Военные Бермудских островов не проводят дискриминации по признаку сексуальной ориентации, поскольку они формируются в результате призыва в армию. Официально членам Бермудского полка запрещается дискриминировать солдат или преследовать их по признаку сексуальной ориентации; такие действия, однако, допускаются офицерами в той мере, в какой один призывник назвал полк «наиболее гомофобной средой, которая существует».

### Болгария
Закон Болгарии о защите от дискриминации 2006 года защищает отдельных лиц от дискриминации по признаку сексуальной ориентации при призыве в армию.

### Боливия
Вооруженные силы Боливии объявили в 2013 году, что ЛГБТ будет разрешено служить с 2015 года.

### Бразилия
Закон не запрещает лесбиянкам, геям, бисексуалам и транссексуалам служить в вооруженных силах Бразилии. Сексуальная ориентация и гендерная идентичность не могут быть препятствием для вступления в полицию или армию в Бразилии, и некоторые транс-женщины и травести должны призываться на военную службу, как некоторые бразильские граждане мужского пола. Все половые сношения между военнослужащими запрещены, будь то гетеросексуальные или гомосексуальные.
Конституция Бразилии запрещает любые формы дискриминации в стране. Бразильские вооруженные силы не разрешают дезертирство, сексуальные действия или роды в армии, будь то гетеросексуальные или гомосексуальные. Они утверждают, что это не гомофобное правило, а правило дисциплины, которое также включает противоположный пол.
В 2008 году, во время исчезновения военной гей-пары, министерство обороны Бразилии заявило: «Сержант должен быть допрошен по поводу предполагаемого дезертирства из армии, и о дискриминации речи не идет». Два солдата сказали, что они были в стабильных отношениях в течение десяти лет, когда служили в армии Бразилии.
В настоящее время нет никакой информации о том, могут ли военнослужащие иметь однополые отношения, признанные военными, несмотря на то, что федеральные государственные служащие могут получать пособия для своих однополых супругов. После принятия Верховным федеральным судом решения в пользу гражданских союзов министр обороны Нельсон Жобим гарантировал выполнение этого решения министерством и отметил, что супруги-однополые военнослужащие могут получать пособия после вступления в брак.
Согласно опросу, проведенному Институтом прикладных экономических исследований (IPEA) в 2012 году, 63,7% бразильцев поддерживают вхождение ЛГБТ в состав Вооруженных сил Бразилии, и не видят в этом проблемы.

### Канада
По состоянию на 1992 год лесбиянкам, геям и бисексуалам разрешено открыто служить в армии. Исследование геев и лесбиянок в канадской армии показало, что после решения 1992 года разрешить гомосексуалистам открыто служить в своих вооруженных силах, показатели военной деятельности не снижались.
Исследование является самым всеобъемлющим академическим исследованием американских исследователей гомосексуальности в иностранных военных, когда-либо составленным и отражает исчерпывающий перечень соответствующих данных и исследований. Его название - «Последствия отмены ограничений на службу геев и лесбиянок в канадских вооруженных силах 1992 года. Оценка доказательств».
- Отмена ограничений на службу геев и лесбиянок в канадских вооруженных силах не привела к каким-либо изменениям в боевой деятельности, сплоченности подразделений или дисциплине.
- Самоидентифицированные геи, лесбиянки и транссексуалы из Канадских сил, с которыми связались для исследования, описывают хорошие рабочие отношения со сверстниками.
- После отмены запрета число военных женщин, подвергшихся сексуальным домогательствам, сократилось на 46%. Хотя существует несколько причин, по которым притеснения уменьшаются, одним из факторов является то, что после отмены запрета женщины могут свободно сообщать о нападениях, не опасаясь, что их обвинят в том, что они лесбиянки.
- До того, как Канада отменила свой запрет на геев, опрос 6500 солдат-мужчин 1985 года показал, что 62% сказали, что они откажутся делиться душем, раздеваться или спать в одной комнате с солдатом-геем. После отмены запрета последующие исследования не выявили увеличения дисциплинарных, служебных, вербовочных, сексуальных проступков или проблем с отставкой.
- Ни один из 905 случаев нападения в канадских вооруженных силах с ноября 1992 года (когда запрет был отменен) до августа 1995 года не был связан с нападением на геев или мог быть связан с сексуальной ориентацией одной из сторон[21].

В новостной статье канадского журналиста Джона Таттри сообщалось об изменившемся отношении к присутствию гомосексуальных членов Канадских сил в его статье "Быть геями в армии" (Metro Ottawa), цитируя слова пресс-секретаря Канадских сил Раны Сиуфи: "Члены, являющиеся однополыми партнерами, имеют право на то же уважение и достоинство, что и гетеросексуальные супружеские пары или партнеры по гражданскому праву".

### Кипр
Раньше гомосексуалистам запрещалось служить в армии Кипра. Однако Закон о национальной гвардии 2011 года снял запрет.

### Колумбия
В 1999 году Конституционный суд Колумбии постановил, что запрет гомосексуалистам служить в вооруженных силах является неконституционным и члены ЛГБТ-сообщества могут служить открыто.

### Чехия
С 1999 года чешское законодательство запрещает дискриминацию по признаку сексуальной ориентации в армии.
В 2004 году армия Чешской Республики отказалась принять на службу трансгендерную женщину Ярославу Брокешову, которая, по оценкам врачей, ранее проходила официальную смену пола. Представитель военного ведомства заявил, что причина не в ее трансгендерной идентичности. Другой транс-рекрут был отклонен в 2014 году из-за якобы «снижения морального духа боевых подразделений». К 2015 году транс-идентичность кандидатов на военную службу больше не считалась запретной для военной службы.

### Чили
Военные Чили не допускают дискриминации по признаку сексуальной ориентации. С 2012 года Чили запрещает любую антигейскую дискриминацию.
13 августа 2014 года Минобороны распорядилось создать новый комитет по контролю за включением и борьбе с дискриминацией в вооружённых силах, шаг, названный "историческим" шагом участников кампании за права геев. Заместитель министра обороны Маркос Робледо объявил о создании Комитета по вопросам разнообразия и борьбы с дискриминацией с целью искоренения произвольной дискриминации в армии. Резолюция, подписанная министром обороны Хорхе Бургосом, определила правительство как ответственное за создание более инклюзивных вооруженных сил.

### Хорватия
ЛГБТ не запрещено участвовать в военной службе. Министерство обороны не имеет внутренних правил в отношении ЛГБТ, однако оно следует правилам на государственном уровне, которые прямо запрещают дискриминацию по признаку сексуальной ориентации. По сообщениям некоторых средств массовой информации, большинство геев, служащих в армии, как правило, решают сохранить свою сексуальную ориентацию в тайне, однако поступают также сообщения о том, что хорватские вооруженные силы очень серьезно относятся к дискриминации и не потерпят гомофобии среди своего персонала.

### Дания
Дания разрешает гомосексуалистам открыто служить. В датских вооруженных силах есть видные военные лидеры-геи, и нет сообщений об угрозах геям, моральному духу или национальной безопасности. Исследование условий для геев показывает, что геи в датских вооруженных силах соблюдают внутренний распорядок.

### Эстония
Эстония разрешает гомосексуалистам открыто служить в армии Эстонии.

### Финляндия
Финляндия разрешает гомосексуалистам открыто служить в финских силах обороны.

### Франция
Франция позволяет гомосексуалистам служить открыто. Хотя гомосексуалисты не запрещены, они могут столкнуться с большими трудностями, чем их гетеросексуальные коллеги. Командиры и психиатры, которые считают, что персонал геев и лесбиянок нарушает работу их подразделений, могут их демобилизовать.

### Германия
Немецкий бундесвер постановил, что запрещается дискриминация по признаку сексуальной ориентации. «Рабочий комитет гомосексуальных служащих в вооруженных силах» - организация, представляющая интересы геев и лесбиянок в вооруженных силах. Гетеросексуалам и гомосексуалистам разрешается заниматься сексуальной деятельностью во время службы в армии, если это не препятствует выполнению ими своих обязанностей. Солдаты-лесбиянки и геи также имеют право вступать в гражданские союзы, как это определено внутренним «партнерским» законом Германии.
Бундесвер проводил политику «стеклянного потолка», которая фактически запрещала гомосексуалистам становиться офицерами до 2000 года. Первый лейтенант Винфрид Штехер, армейский офицер, пониженный в должности за свою гомосексуальность, подал иск против бывшего министра обороны Рудольфа Шарпинга. Шарпинг поклялся бороться с иском в суде, утверждая, что гомосексуализм «вызывает серьезные сомнения в пригодности и исключает занятость во всех функциях, относящихся к лидерству». Однако до того, как дело дошло до суда, Минобороны отменило дискриминационную политику. Хотя правительство Германии отказалось дать официальное объяснение развороту, широко распространено мнение, что противодействие Шарпинга было отменено тогдашним канцлером Герхардом Шрёдером, а затем вице-канцлером Йошкой Фишером.
В настоящее время в соответствии с общими военными приказами, отданными в 2000 году, терпимость ко всем сексуальным ориентациям считается частью обязанностей военнослужащих. Сексуальные отношения и действия среди солдат вне срока службы, независимо от сексуальной ориентации, определяются как «неактуальные», независимо от ранга и функции военнослужащего (военнослужащих), в то время как домогательство или злоупотребление служебным положением считается правонарушением, а также исполнение сексуальных действий на действительной службе.

### Греция
Хотя президентский указ 133 (2002 года) позволял людям избегать призыва за глубокие психосексуальные проблемы, он не запрещал гомосексуалистам служить в армии. Новый Закон 2005 года 3421 убрал даже те формулировки, которые могут быть неправильно истолкованы как оскорбительные для гомосексуалистов. В последние годы греческая армия сокращает сроки призыва и нанимает все больше профессиональных солдат, и не было ни одного случая, когда кого-то увольняли за гомосексуализм.

### Ирландия
Лесбиянки, гомосексуалисты и бисексуалы могут открыто служить в Ирландских силах обороны. Дискриминация по признаку сексуальной ориентации является незаконной.
С 1993 года, когда гомосексуализм мужского пола был декриминализован в Ирландии, никаких исключений не существует. С 1993 года произошли значительные изменения для обеспечения того, чтобы не было никакой дискриминации с точки зрения государственной политики. Одновременно с введением равного возраста согласия для гетеросексуальных и гомосексуальных лиц Ирландские силы обороны объявили, что они будут относиться к гетеросексуальным и гомосексуальным членам одинаково. Отношения между старшими и младшими званиями будут по-прежнему запрещены, как это принято в большинстве военных. Кроме того, не будет преследований геев и никаких допросов их членов по поводу их сексуальности. Irish Independent писала в 1993 году, что:
В связи с этим начальник штаба Ирландских сил обороны генерал-лейтенант Ноэль Бергин во вторник сообщил Ирландской независимой газете, что готовится доклад о введении кодекса поведения, регулирующего межличностные отношения. Решение о подготовке доклада было принято после недавнего заявления министра обороны Дэвида Эндрюса о том, что военный регламент будет изменен с учетом любых изменений в гражданском законодательстве, касающихся гомосексуализма. Эндрюс рассматривается как член либерального крыла партии Фианна Файл. Лейтенант Ген Бергин указал, что армия не спрашивает потенциальных новобранцев об их сексуальной ориентации и что у них было мало проблем в прошлом в этой области.
Информация о сексуальной ориентации не запрашивается у призывников, желающих поступить на службу в Силы обороны. Силы обороны имеют кодекс межличностных отношений и руководящие принципы в отношении дискриминации.

### Израиль
Политика 1983 года позволяла допрашивать будущих израильских солдат об их сексуальной ориентации. Ученые Бен-Ари и Каплан предположили, что реакция будущих солдат повлияла на то, в какое воинское подразделение они будут направлены. Однако политика 1993 года была введена в действие с целью отмены политики 1983 года. Политика Армии обороны Израиля позволяет геям и лесбиянкам служить открыто и без дискриминации или домогательств по причине фактической или предполагаемой сексуальной ориентации. Эта политика была введена в действие в 1993 году после того, как офицер Сил обороны Израиля дал в кнессете показания, утверждающие, что его звание было отменено, и что ему было запрещено изучать секретные темы в военной разведке исключительно из-за его сексуальной идентичности.
Гомосексуалисты служат открыто в вооруженных силах, включая специальные единицы, без любой дискриминации. Кроме того, гомосексуалисты в IDF имеют дополнительные права, такие как право принять душ одни, если они хотят. Согласно исследованию Калифорнийского университета в Санта-Барбаре, бригадный генерал заявил, что израильтяне проявляют «большую терпимость» к солдатам-геям. Консул Давид Саранга в консульстве Израиля в Нью-Йорке, с которым беседовала газета "The St. Petersburg Times", сказал: "Это не вопрос. Вы можете быть очень хорошим офицером, творческим, смелым и одновременно геем".
В ходе всестороннего обзора интервью со всеми известными экспертами по гомосексуализму в ЦАХАЛ в 2004 исследователям не удалось найти никаких данных, свидетельствующих о том, что решение Израиля отменить запрет на геев подрывает оперативную эффективность, боеготовность, сплоченность подразделений или моральный дух. В этой сознательной с точки зрения безопасности стране, где считается, что военные играют важную роль в продолжении существования нации, решение о включении сексуальных меньшинств не нанесло ущерба эффективности ЦАХАЛ.
Хотя официальные статистические данные о количестве случаев домогательств в отношении сексуальных меньшинств в ЦАХАЛ отсутствуют, Исследование, опубликованное Израильским движением гомосексуальной молодежи в январе 2012 года, показало, что половина гомосексуальных солдат, которые служат в Армии обороны Израиля, страдают от насилия и гомофобии.
Несмотря на то, что закон гласит, что солдаты-геи не могут подвергаться дискриминации со стороны израильских военных, это не означает, что это не происходит между солдатами. Бен-Ари и Каплан, ученые, написавшие «Сексуальная ориентация и военная служба», обнаружили, что израильские солдаты-геи сталкиваются с дискриминацией со стороны своих сослуживцев, потому что они считаются психически больными, одинокими и неуверенными. БенАри и Каплан привели исследование о том, как сексуальные предпочтения израильского солдата повлияли на то, как с ними обращались. Исследование показало, что солдаты, связанные в армии Израиля гомофобными высказываниями и сексуализацией женщин.
Было еще одно исследование, которое ученые Бен-Ари и Каплан создали, которое определило, как израильские солдаты-геи реагировали на стереотип мачо в армии. Геи-солдаты либо изолировались от остальных солдат, либо пытались приспособиться к гетеросексуальным нормам. В конечном итоге их реакция не повлияла на исполнения солдат-геев, но была затронута их интеграция в армию.

### Италия
Вооруженные силы Италии не могут отказывать мужчинам или женщинам гомосексуальной ориентации в службе в своих рядах, поскольку это было бы нарушением конституционных прав. В прошлом гомосексуальное поведение было основанием для увольнения из итальянских вооруженных сил по причине невменяемости, а изобразить из себя гомосексуала было очень популярным способом получения медицинского отказа и пропуска призыва.

### Япония
В Японии нет никаких правил, применимых к гомосексуалам, служащим в Силах самообороны. Силы самообороны Японии, когда их спросили об их политике в отношении геев и лесбиянок после дебатов в США во время президентства Билла Клинтона, ответили, что это не проблема, и отдельные лица в этих силах указали, однополые отношения не приводили к дракам или другим неприятностям.

### Латвия
Латвия разрешает гомосексуалистам служить открыто.

### Литва
Литва разрешает лесбиянкам, геям и бисексуалам открыто служить.

### Люксембург
Люксембург разрешает гомосексуалистам служить открыто.

### Мальта
Мальта разрешает людям открыто служить в вооруженных силах независимо от их сексуальной ориентации или гендерной идентичности. По словам военных, ряд открытых геев служат, а официальное отношение - одно из «живи и дай жить», где «должности и обязанности человека зависят от его квалификации, а не сексуальной ориентации».

### Мексика
Политика вооруженных сил Мексики в отношении сексуальной ориентации неоднозначна, оставляя гомосексуальных и бисексуальных солдат в «правовом подвешенном состоянии». Официально не существует закона или политики, препятствующих гомосексуалистам служить, и заявители не допрашиваются по этому вопросу. Однако на практике гомосексуальные и бисексуальные солдаты сталкиваются с неприязненным отношением, подвергаются преследованиям и часто увольняются. В одной директиве, изданной в 2003 году, действия, «противоречащие морали или хорошим манерам исполнения служебных обязанностей», были квалифицированы как серьёзные проступки, требующие дисциплинарных мер. Другие ссылки на мораль встречаются во всех военных документах, оставляя простор для толкования в отношении сексуальной ориентации. Несмотря на отсутствие четкой позиции со стороны нынешнего военного руководства, несколько отставных генералов согласились с тем, что гомосексуальных солдат обычно отстраняют от службы либо через увольнение, либо через демобилизацию. По состоянию на 2018 год, гомосексуалистам разрешалось открыто служить в армии. Люди, чья гомосексуальность обнаруживается, сталкиваются с преследованиями со стороны других солдат.
В 2007 году Конституционный суд Мексики постановил, что увольнение солдат за ВИЧ-инфицирование является неконституционным. Ранее закон 2003 года требовал, чтобы ВИЧ-солдаты были уволены со службы.

### Нидерланды
В 1974 году Нидерланды были первой страной, запретившей дискриминацию геев в армии. Голландское правительство рассматривало гомосексуальность как основание для увольнения до 1974 года, когда Ассоциация голландских гомосексуалистов убедила министра обороны, что геи не представляют угрозы национальной безопасности. Голландские военные сформировали рабочую группу под названием Гомосексуализм и Вооруженные силы для улучшения климата для сексуальных меньшинств. В 1980-х годах эта группа стала Фондом гомосексуализма и вооруженных сил, профсоюзом, который продолжает представлять геев и лесбиянок в Министерстве обороны.

### Новая Зеландия
В Новой Зеландии с момента принятия в 1993 году Закона о правах человека большинство форм дискриминации в области занятости в отношении лесбиянок, гомосексуалистов и бисексуалов получили законное назначение на военную службу. Новозеландские военачальники не выступали против прекращения военной службы.
Королевские военно-морские силы Новой Зеландии и новозеландская полиция входят в число многих правительственных учреждений, которые проводят политику, «ориентированную на геев».

### Норвегия
Норвегия позволяет гомосексуалистам служить открыто в вооруженных силах. Норвегия, как большая часть Скандинавии, очень либеральна в отношении прав ЛГБТ, и это также стало первой страной в мире, которая введет в действие антидискриминационный закон, защищающий гомосексуалистов в определенных областях.
Норвежское правительство заявляет: Любой, кто в письменной или словесной форме угрожает, ругает, преследует или наплевательски относится к геям или лесбиянкам, наказывается штрафами или тюремным заключением на срок до двух лет.

### Перу
В соответствии со статьей 269 Военно-уголовного кодекса 1988 года: военнослужащие и полицейские, которые занимались однополой сексуальной деятельностью, могут быть наказаны тюремным заключением на срок от 60 дней до 20 лет или демобилизацией из сил обороны . вербовщики обычно отклоняют кандидатов, которых они подозревают в гомосексуализме. 9 июня 2004 года, Конституционный суд Перу постановил, что освобождение от военной службы лиц, совершивших гомосексуальные акты, является одной из форм антиконституционной дискриминации, учитывая, что допускаются эквивалентные гетеросексуальные акты.

### Филиппины
Филиппинское правительство официально сняло, с 2010 года, запрет на геев в армии. В июле 2012 года Филиппинская военная академия объявила, что она принимает в свои ряды открытых геев и лесбиянок, давая им возможность служить в армии.

### Польша
С 1990-х годов лесбиянки, геи и бисексуалы допущены к военной службе и дискриминация в отношении них официально запрещена. Однако существует неписаное правило "не спрашивай, не говори" и большинство польских солдат-геев скрывают свою сексуальную ориентацию. В 2013 году военнослужащие сообщили порталу NaTemat.pl том, что открытый гей-персонал столкнется с социальными трудностями, особенно для высших чинов, а для "начальствующего штаба - офицеров и высокопоставленных НКО - признание однополого влечения будет означать потерю уважения - качеств, без которых вы просто не можете быть командиром".
Открыто трансгендерные люди официально запрещены к военной службе по медицинским показаниям. Диагностика гендерной дисфории приводит к тому, что она автоматически назначается как "постоянно и полностью непригодная к военной службе, как во время конфликта, так и во время мира".

### Португалия
Португалия разрешает всем гражданам открыто служить в армии независимо от сексуальной ориентации, поскольку конституция прямо запрещает любую дискриминацию на этой основе, и поэтому открыто разрешает лесбиянкам и геям служить в армии.
В апреле 2016 года начальник вооружённых сил Португалии генерал Карлуш Жерониму подал в отставку, через несколько дней после того, как его вызвали, чтобы объяснить комментарии о солдатах-геях, сделанные заместителем главы военного колледжа. Президент Марселу Ребелу ди Соза принял отставку Жеронимо, который занял пост руководителя аппарата в 2014 году. Отставка произошла после того, как заместитель главы военного колледжа Антониу Грилу признал, что советует родителям молодых военных студентов португальской армии забрать своих сыновей, если они геи, "чтобы защитить их от других студентов". Министр обороны Азередо Лопеш счел любую дискриминацию "абсолютно неприемлемой".

### Румыния
Гомосексуалистам разрешено открыто служить в румынской армии. Согласно политике министерства обороны в области вербовки, "каждый румынский гражданин имеет право принимать участие в военных структурах нашей страны, независимо от его сексуальной ориентации".

### Россия
До 1993 гомосексуальные акты между мужчинами были противозаконными в России, и гомосексуализм считался психическим расстройством до принятия МКБ-10 в 1999, но даже после этого действовал закон о военно-медицинской экспертизе, чтобы продолжать считать гомосексуализм психическим расстройством, которое было причиной отказывать гомосексуалистам в службе в армии. 1 июля 2003 года был принят новый устав военно-медицинской экспертизы; в нем говорилось, что люди, "у которых есть проблемы с их личностью и сексуальными предпочтениями", могут быть призваны только в военное время. Однако это положение противоречит другому положению того же устава, в котором говорится, что различная сексуальная ориентация не должна рассматриваться как отклонение. Эту двусмысленность разрешил генерал-майор медицинской службы Валерий Куликов, четко заявивший, что новый медицинский устав «не запрещает людям нестандартной сексуальной ориентации служить в армии». Однако он добавил, что люди с нестандартной сексуальной ориентацией не должны раскрывать свою сексуальную ориентацию во время службы в армии, потому что «другим солдатам это не понравится, их могут избить». Президент Владимир Путин заявил в интервью американскому телевидению в 2010 году, что открытые геи не были исключены из военной службы в России. В 2013 году, сообщалось, что министерство обороны издало руководство по оценке психического здоровья новобранцев, в котором рекомендуется запрашивать у новобранцев информацию об их сексуальной истории и проверять их на наличие определенных видов татуировок; особенно татуировки гениталий или ягодиц, которые якобы указывают на гомосексуальную ориентацию.

### Сан-Марино
Вооруженные силы Сан-Марино прямо не запрещают ЛГБТ служить. Кодекс поведения полиции запрещает несправедливую дискриминацию при вербовке. Кроме того, сотрудники полиции обучаются надлежащим образом реагировать на дискриминацию и выявлять ее, будь то публично или в рамках самой полиции.

### Сербия
В мае 2010 года глава сербских военных заявил, что Сербская армия примет гомосексуалистов на вступление. Однако эта новость не получила широкого освещения в СМИ.

### Сингапур
До 2003 года гомосексуалистам запрещалось работать на «чувствительных позициях» в сингапурской гражданской службе. В прошлом некоторым призывникам в национальной службе было рекомендовано посещать конверсионную терапию. Некоторые сингапурские призывники, которые заявляют о своей гомосексуальности, были исключены из подготовки офицеров, а другим отказывают в выдаче разрешений, необходимых для выполнения определенных функций в армии.

### Словакия
В 2005 году "Правда" сообщила, что "в армии также существует весьма гомофобная среда, которая враждебно и нетерпимо относится к любым проявлениям и признакам гомосексуализма" Конституция Словацкой Республики и Антидискриминационный закон запрещают дискриминацию по признаку сексуальной ориентации и распространяются на военнослужащих.

### Словения
Словения разрешает лицам открыто служить без дискриминации или домогательств по причине фактической или предполагаемой сексуальной ориентации.

### Южная Африка
ЛГБТ разрешается открыто служить в Южно-Африканских национальных силах обороны (SANDF). В 1996 году правительство приняло Белую книгу по вопросам национальной обороны, в которой содержалось заявление о том, что: "В соответствии с Конституцией САНДФ не допускает дискриминации в отношении любого из своих членов по признаку сексуальной ориентации". В 1998 году Министерство обороны приняло Политику равных возможностей и позитивных действий, В соответствии с которым новобранцы не могут быть допрошены относительно их сексуальной ориентации, и Силы обороны официально не заинтересованы в законном сексуальном поведении своих членов. Закон об обороне 2002 года квалифицирует в качестве уголовного преступления для любого сотрудника SANDF или Министерства обороны "очернять, унижать или проявлять враждебность или отвращение" к любому лицу по признаку сексуальной ориентации. В 2002 году SANDF распространила медицинские и пенсионные пособия на супругов на "партнеров в постоянном пожизненном партнерстве".

### Испания
Гомосексуалистам разрешено открыто служить в армии Испании. По состоянию на 2009 год, после рассмотрения дела Aitor G.R, суды также постановили, что трансгендерным лицам также разрешено служить в армии.

### Швеция
Швеция разрешает гомосексуалистам открыто служить и была одной из первых стран в мире, которая разрешила ЛГБТ делать это. Геи могли служить открыто еще до демедикализации гомосексуализма (в 1979 году), так как в армии страны не было запрета на гомосексуализм. С 1987 года всякая дискриминация, включая работу в армии, по причине сексуальной ориентации запрещена конституцией. С 2008 года этот запрет распространяется также на трансгендерных людей.
Шведские вооруженные силы заявляют, что они активно работают в среде, где люди не считают необходимым скрывать свою сексуальную ориентацию или гендерную идентичность. В 2015 они начали кампанию Pride с участием солдата в форме с радужным флажком на руке. Жирные буквы текста переводятся на "Некоторые вещи, которые не должны маскироваться", за которыми следует текст "Равенство - важный ингредиент демократии", говорят в вооруженных силах Швеции. "В армии мы относимся к ним с уважением и рассматриваем различия других как крепость. Мы являемся инклюзивной организацией, где все люди, которые служат и вносят свой вклад, чувствуют себя приветливыми и уважаемыми".

### Швейцария
Военная политика Швейцарии также позволяет геям и лесбиянкам открыто служить без дискриминации или домогательств по причине фактической или предполагаемой сексуальной ориентации.

### Тайвань
Тайвань отменил свой запрет на призыв геев в армию в 2002 году. После заявления Вооруженных сил Китайской Республики о том, что он прекратит политику, запрещающую геям охранять высокопоставленных чиновников и правительственные объекты, ученые и военные чиновники заявили, что это решение является смелым шагом для азиатских военных сил. Об изменении политики было объявлено после того, как местная газета раскрыла дискриминационную практику, вызвав демонстрации протеста в столице страны Тайбэе.
Полковник Лю из военно-морского атташе ОКР сказал, что прекращение запрета геев в военной полиции было "хорошей вещью для такого демократического общества, как наше. Я не думаю, что это действительно большое дело ", - сказал он. "Это просто означает, что тайваньское общество более открыто, и теперь есть разные варианты выбора. Если ты гей и можешь делать свою работу, это нормально".

### Таиланд
В 2005 году вооружённые силы Таиланда отменили свой запрет на службу ЛГБТ в армии. До этой реформы ЛГБТ освобождались от ответственности как страдающие "психическим расстройством" согласно закону 1954 года.

### Украина
Военная служба для мужчин обязательна в Украине. По закону гомосексуальность не является поводом для освобождения от армии. Однако многие молодые геи стараются избегать призыва на военную службу, поскольку боятся столкнуться с несанкционированными отношениями и другими трудностями. В 2019 году несколько солдат-геев в украинской армии участвовали в фотовыставке под названием "Мы здесь".

### Великобритания
До 2000 года политика министерства обороны Великобритании заключалась в продолжении действия давнего запрета на вступление гомосексуалистов в какие-либо вооруженные силы. С марта 2014 года военные однополые пары Великобритании могут пожениться (как и гражданские лица Великобритании), в соответствии с Законом о браке 2013 года. Этот закон не распространяется только на Северную Ирландию.

### США
Гомосексуалистам разрешено открыто служить в армии Соединенных Штатов. Военная политика и законодательство ранее полностью запрещали геям служить, а впоследствии и открыто, но эти запреты были прекращены в сентябре 2011 года после того, как Конгресс США проголосовал за отмену этой политики.
Первый раз в военной литературе гомосексуалисты отличались от негомосексуалов в пересмотренных правилах мобилизации армии в 1942 году. Дополнительные изменения в политике в 1944 и 1947 годах дополнительно кодифицировали запрет. В течение следующих нескольких десятилетий гомосексуалисты регулярно увольнялись, независимо от того, занимались ли они сексуальным поведением во время служения. В ответ на движения за права геев 1970-х и 1980-х годов, включая известное дело «Копии» Берга, Министерство обороны выпустило политику 1982 года (Директива МО 1332.14), в которой говорилось, что гомосексуальность явно несовместима с военной службой. Полемика по поводу этой политики вызвала политическое давление с целью изменения политики, при этом социально-либеральные усилия направлены на отмену запрета и социально-консервативные группы, желающие укрепить его законодательно.
Законодательная политика была принята в 1993 году в законопроекте, подписанном президентом Биллом Клинтоном. Новая политика продолжила запрет, в соответствии с которым гомосексуалистам запрещено служить в армии и требуется их разряд. Главное изменение, которое внесла новая политика, заключалось в запрете расследования сексуальной ориентации члена без подозрений. Новая политика была известна как «Не спрашивай, не говори» и рассматривалась как компрометировать между двумя политическими усилиями.
Давление с целью отменить запрет продолжало нарастать на протяжении 1990-х и 2000-х годов, когда общественное сопротивление правам геев ослабло. В декабре 2010 года Палата представителей и Сенат большинством демократов приняли закон, который президент Барак Обама подписал как Закон об отмене закона «Не спрашивайте, не говорите» 2010 года. Согласно условиям законопроекта, политика «Не спрашивай, не говори» оставалась в силе до тех пор, пока президент, министр обороны и председатель Объединенного комитета начальников штабов не подтвердили, что отмена не нанесет ущерба военной готовности, а затем наступал 60-дневный период ожидания. В начале 2011 года военачальники начали выпускать учебные планы для ожидаемой отмены запрета. Судебное решение от 6 июля 2011 г. потребовало от Пентагона немедленно приостановить действие запрета, что правительство выполнило. Законодательная отмена запрета вступила в силу 20 сентября 2011 года. Спустя год после отмены, исследование, опубликованное Palm Center, показало, что открытые гомосексуальные отношения не оказали отрицательного влияния на вооруженные силы США. Согласно решению Верховного суда США по делу Соединенные Штаты против Виндзора, законным однополым супругам предоставляются те же права, что и гетеросексуальным супругам.

### Уругвай
Гомосексуалистам было запрещено служить в уругвайских вооруженных силах в условиях 1973-1985 военной диктатуры, однако этот запрет был отменен в 2009 году, когда министр обороны Хосе Баярди подписал новый указ, который предусматривал, что сексуальная ориентация больше не будет рассматриваться в качестве причины, препятствующей поступлению людей в вооруженные силы.

## Страны с неоднозначной политикой

### Северная Корея
Военное право предписывает безбрачие в течение первых 10 лет службы для всех призывников. Согласно сообщениям, мужчины-солдаты регулярно нарушают это правило, занимаясь случайными гетеросексуальными и гомосексуальными связями; эти гомосексуальные отношения были охарактеризованы как ситуационное сексуальное поведение, а не сексуальная ориентация.

### Южная Корея
Гражданские права гомосексуалистов гарантируются в Южной Корее в соответствии с Законом о Комитете по правам человека Кореи, но на практике гомосексуалы могут по-прежнему сталкиваться с дискриминацией во время военной службы, которая является обязательной для всех граждан мужского пола. Призывники анализируются во время призыва, и гомосексуалы могут быть отнесены к категории имеющих «умственную отсталость» или «расстройство личности», что может привести к позорному увольнению.
В статье 92 Военного уголовного кодекса сексуальные отношения между представителями одного пола квалифицируются как «сексуальные домогательства», независимо от того, совершаются ли они по обоюдному согласию. Секс по обоюдному согласию между гомосексуалистами может рассматриваться как «взаимное изнасилование», наказуемое тюремным заключением сроком до одного года для обеих сторон. Эти законы и практика столкнулись с юридическими проблемами в последние годы.
Южная Корея - единственная развитая страна, которая не позволяет ЛГБТ служить.

## Совет Европы
В нескольких делах – Лустиг-Преан и Беккет против Великобритании (1999), Смит и Грэди против Великобритании (1999), Перкин и Р против Великобритании (2002) и Бек, Копп и Бейзли против Великобритании (2002) – Европейский суд по правам человека установил, что запрет на военную службу гомосексуалистам и бисексуалам нарушает статью 8 Европейской конвенции о правах человека. В 2010 году десять стран Европейского Союза по-прежнему не разрешали гомосексуалистам служить открыто: Болгария, Румыния, Греция, Венгрия, Польша, Португалия, Литва, Мальта, Словакия и Кипр.